# Тейлор, Циклон
Фредерик Веллингтон (Циклон) Тейлор (англ. Frederick Wellngton 'Cyclone' Taylor; 23 июня 1884 или 1885, Тара, Онтарио — 9 июня 1979, Ванкувер) — канадский хоккеист начала XX века, выступавший на позициях защитника и нападающего. Обладатель Кубка Стэнли с клубами «Оттава Сенаторз» и «Ванкувер Миллионерз», игрок сборных звёзд НХА и PCHA, член Зала хоккейной славы с 1947 года.

## Биография

### Детство и начало игровой карьеры
Фред Тейлор родился в 1885 году (или в 1884 году) в небольшой общине Тара, входившей в состав муниципалитета Арран-Элдерсли (провинция Онтарио). Его отец Арчи был коммивояжёром, продававшим сельскохозяйственное оборудование, а мать Мэри, набожная методистка, занималась домом и детьми; и Арчи, и Мэри были потомками иммигрантов из Шотландии. Когда Фреду было шесть лет, семья перебралась в соседний Листауэл. Именно в этом городке, в окружении открытых ледовых катков, он увлёкся коньками, а затем и хоккеем. Среди его увлечений в этот период были также лакросс и футбол.
Тейлор выступал за различные молодёжные хоккейные клубы Листауэла до 1904 года, и к совершеннолетию приобрёл в родном городе такую известность, что борьба местных команд за права на него вынудила молодого игрока полностью пропустить сезон 1904/1905 года. После этого он покинул Листауэл и присоединился ко взрослой любительской команде города Портидж-ла-Прери, выступавшей в Манитобской хоккейной лиге. Однако борьба за него продолжалась и на новом месте, и всего после четырёх игр за Портидж-ла-Прери Тейлор перешёл в профессиональный клуб «Портидж Лейк», представлявший мичиганский город Хотон в Международной профессиональной хоккейной лиге. Там Тейлор, успевший заработать прозвище «Листауэлское чудо», за шесть остававшихся до конца сезона матчей провёл 11 шайб, попав в состав символической сборной лиги, а в следующем сезоне стал одним из главных факторов в победе «Портидж Лейк» в чемпионате МПХЛ.

### Оттава и НХА
Чемпионский сезон «Портидж Лейк», однако, оказался и последним в истории МПХЛ, распущенной из-за финансовых трудностей. Покинув Хотон, Тейлор в 1907 году присоединился к команде Восточноканадской хоккейной ассоциации «Оттава Сенаторз», за которую отыграл два следующих года. В период выступлений за «Сенаторз» он получил новое прозвище, сопровождавшее его до конца карьеры. Этим прозвищем Тейлор был обязан спортивному комментатору из Ottawa Free Press, который, упомянув в своём репортаже о том, что новичка оттавского клуба уже называли Торнадо в Манитобе и Вихрем в Международной хоккейной лиге, объявил, что тот перерос эти имена и отныне будет зваться Циклоном.
В свой первый сезон с «Сенаторз» Тейлор, играя в защите, тем не менее забросил девять шайб в десяти встречах. В межсезонье он также в течение месяца выступал за клуб «Питтсбург Профешнелз», но к началу нового сезона вернулся в Оттаву и помог команде завоевать Кубок Стэнли. В те годы этот трофей разыгрывался по системе вызова, но иных претендентов на него, кроме выигравших чемпионат Восточноканадской хоккейной ассоциации «Сенаторз» не нашлось. На этом, однако, карьера Тейлора в Оттаве завершилась — в 1909 году он перешёл из «Сенаторз» в клуб «Ренфру Кримери Кингз», принадлежавший производителю молочных продуктов Джону Амброзу О’Брайену и выступавший в только что сформированной Национальной хоккейной ассоциации. Дорогостоящие контракты принесли клубу О’Брайена неофициальное имя «Миллионеры Ренфру», а контракт, подписанный им с Тейлором, был самым высоким на тот момент в истории канадского спорта и оставался таковым ещё много лет после этого. За два сезона в Ренфру Циклон забросил 22 шайбы, но чемпионом НХА команда так и не стала и после сезона 1910/1911 года была распущена из-за убыточности. В это время родилась легенда, согласно которой в одном из матчей «Кримери Кингз» Тейлор на пари забросил шайбу в ворота соперника, катясь спиной вперёд от собственных ворот, причём с неудобной руки. Сам Циклон позже отрицал, что такой случай имел место, хотя он действительно был в числе первых хоккеистов, катавшихся назад так же легко, как и вперёд.
После распада «Кримери Кингз» Тейлор оказался продан в клуб НХА «Монреаль Уондерерз», но категорически отказался за него выступать, грозя даже завершением игровой карьеры. В матче «Уондерерз» в Оттаве Тейлор демонстративно вышел на лёд в составе «Сенаторз», но уже после первого периода был заменён и дисквалифицирован на неопределённый срок; и сам Циклон, и оттавская команда были оштрафованы за этот эпизод на 100 долларов. Тейлор так и не начал выступления за монреальский клуб до конца сезона 1911/1912, но тем не менее был включён в состав сборной НХА, проведя в ней три товарищеских матча против команд Хоккейной ассоциации Тихоокеанского побережья (PCHA).

### Дальнейшая карьера
После этого с Тейлором подписала контракт одна из команд PCHA — «Ванкувер Миллионерз», в составе которой Циклон и продолжал выступать до самого конца карьеры. В составе «Ванкувера» он провёл некоторые из самых удачных своих сезонов, переместившись из защиты в нападение и в среднем забивая больше чем по шайбе за игру. В сезоне 1913/1914 Тейлор был лучшим бомбардиром лиги с 24 голами и 39 очками по системе «гол плюс пас». На следующий сезон он снова возглавил список бомбардиров PCHA с 45 очками, а в финале Кубка Стэнли победил с «Миллионерз» свою прежнюю команду — «Оттава Сенаторз», одержав три победы в трёх матчах, забив 8 шайб и сделав две результативных передачи. За следующие четыре сезона Тейлор ещё трижды становился лучшим бомбардиром PCHA, упустив это звание только в сезоне 1916/1917, когда аппендицит вывел его из строя на три месяца. В 1918 году он возглавил также и список бомбардиров плей-офф Кубка Стэнли с девятью голами в семи играх, хотя его клуб и проиграл в финальной серии «Торонто Аренас». Четыре раза Тейлор входил в сборную звёзд PCHA.
В сезоне 1919/1920 результативность Тейлора резко снизилась из-за травм. На следующий год он пропустил полсезона и по его окончании объявил о завершении игровой карьеры. Попытка вернуться на лёд в сезоне 1922/1923 оказалась неудачной — после первой же игры Циклон понял, что уже не способен повторять вещи, которые удавались ему раньше. Однако расставание с хоккеем не было полным — в 1936—1939 годах он занимал пост президента PCHA, а в 1954 году основал Благотворительное хоккейное общество Британской Колумбии, оставаясь его бессменным председателем до 1979 года.
После завершения выступлений Тейлор служил в иммиграционном ведомстве, в том числе занимая посты комиссара по иммиграции в Британской Колумбии и на Юконе. Его служба в годы Второй мировой войны принесла ему звание кавалера ордена Британской империи. В 1978 году он сломал бедро, после чего общее состояние его здоровья резко ухудшилось, и он умер в июне 1979 года за две недели до своего 95-го дня рождения. Уже после смерти Циклона Тейлора его внук Марк стал игроком НХЛ и выступал за клубы Филадельфии, Питтсбурга и Вашингтона.

## Игровая статистика
| 1905-06                   | Портидж-ла-Прери          | МХЛ                       | 4   | 3   | 1   | 4   | 0  | —  | —  | — | —  | —  |
| 1905-06                   | Портидж Лейк              | МПХЛ                      | 6   | 11  | 0   | 11  | 4  | —  | —  | — | —  | —  |
| 1906-07                   | Портидж Лейк              | МПХЛ                      | 23  | 18  | 7   | 25  | 31 | —  | —  | — | —  | —  |
| 1907-08                   | Оттава Сенаторз           | ВКЛХА                     | 10  | 9   | 0   | 9   | 40 | —  | —  | — | —  | —  |
| 1908-09                   | Питтсбург Профешнелз      | ЗПХЛ                      | 3   | 0   | 0   | 0   | 0  | —  | —  | — | —  | —  |
| 1908-09                   | Оттава Сенаторз           | ВКХА                      | 11  | 9   | 0   | 9   | 28 | —  | —  | — | —  | —  |
| 1909-10                   | Ренфру Кримери Кингз      | НХА                       | 13  | 10  | 0   | 10  | 19 | —  | —  | — | —  | —  |
| 1910-11                   | Ренфру Кримери Кингз      | НХА                       | 16  | 12  | 0   | 12  | 21 | —  | —  | — | —  | —  |
| 1912-13                   | Ванкувер Миллионерз       | PCHA                      | 14  | 10  | 8   | 18  | 5  | —  | —  | — | —  | —  |
| 1913-14                   | Ванкувер Миллионерз       | PCHA                      | 16  | 24  | 15  | 39  | 18 | —  | —  | — | —  | —  |
| 1914-15                   | Ванкувер Миллионерз       | PCHA                      | 16  | 23  | 22  | 45  | 9  | —  | —  | — | —  | —  |
| 1914-15                   | Ванкувер Миллионерз       | Кубок Стэнли              | —   | —   | —   | —   | —  | 3  | 8  | 2 | 10 | 3  |
| 1915-16                   | Ванкувер Миллионерз       | PCHA                      | 18  | 22  | 13  | 35  | 9  | —  | —  | — | —  | —  |
| 1916-17                   | Ванкувер Миллионерз       | PCHA                      | 12  | 14  | 15  | 29  | 12 | —  | —  | — | —  | —  |
| 1917-18                   | Ванкувер Миллионерз       | PCHA                      | 18  | 32  | 11  | 43  | 0  | 2  | 0  | 1 | 1  | 0  |
| 1917-18                   | Ванкувер Миллионерз       | Кубок Стэнли              | —   | —   | —   | —   | —  | 5  | 9  | 0 | 9  | 15 |
| 1918-19                   | Ванкувер Миллионерз       | PCHA                      | 20  | 23  | 13  | 36  | 12 | 2  | 1  | 0 | 1  | 0  |
| 1919-20                   | Ванкувер Миллионерз       | PCHA                      | 10  | 6   | 6   | 12  | 0  | 2  | 0  | 0 | 0  | 0  |
| 1920-21                   | Ванкувер Миллионерз       | PCHA                      | 6   | 5   | 1   | 6   | 0  | 2  | 0  | 0 | 0  | 0  |
| 1920-21                   | Ванкувер Миллионерз       | Кубок Стэнли              | —   | —   | —   | —   | —  | 3  | 0  | 1 | 1  | 5  |
| 1922-23                   | Ванкувер Марунз           | PCHA                      | 1   | 0   | 0   | 0   | 0  | —  | —  | — | —  | —  |
| За карьеру в НХА          | За карьеру в НХА          | За карьеру в НХА          | 29  | 22  | 0   | 22  | 40 | —  | —  | — | —  | —  |
| За карьеру в PCHA         | За карьеру в PCHA         | За карьеру в PCHA         | 130 | 159 | 104 | 263 | 65 | 8  | 1  | 1 | 2  | 0  |
| За карьеру в Кубке Стэнли | За карьеру в Кубке Стэнли | За карьеру в Кубке Стэнли | —   | —   | —   | —   | —  | 11 | 17 | 3 | 20 | 23 |

## Признание заслуг
В 1947 году имя Циклона Тейлора было включено в списки Зала хоккейной славы; позднее именно ему была доверена честь заложить первый камень в фундамент нового здания Зала хоккейной славы, открывшегося в 1961 году. Тейлор также был членом Зала славы канадского спорта и Зала спортивной славы Британской Колумбии. В его честь названы хоккейный стадион в Ванкувере и ведущая к нему улица; имя Циклона Тейлора также носит приз, ежегодно вручаемый лучшему игроку клуба НХЛ «Ванкувер Кэнакс». В 1970 году, перед первым домашним матчем «Кэнакс» в НХЛ, Тейлору было доверено первым ввести шайбу в игру. В Оттаве именем Тейлора названа улица возле дворца спорта «Канадиен Тайер Центр».